# Mîrzești
Mîrzești è un comune della Moldavia situato nel distretto di Orhei di 1.435 abitanti al censimento del 2004

## Località
Il comune è formato dall'insieme delle seguenti località (popolazione 2004):
- Mîrzești (824 abitanti)
- Mîrzaci (611 abitanti)